# Haus La Roche

Wappen des Hauses La Roche

Das Haus La Roche ist eine Familie des Adels der Freigrafschaft Burgund. Der Name bezieht sich auf das Château de la Roche in der Gemeinde Rigney bei Besançon. Die Familie tritt erstmals zu Beginn des 12. Jahrhunderts auf und erlosch 1693.
Bedeutung erlangte das Haus La Roche durch seine Aktivitäten während der Kreuzzüge, insbesondere in der Folge des Vierten Kreuzzugs (1202–1204), bei dem Konstantinopel erobert und das Lateinische Kaiserreich errichtet wurde. Othon de la Roche († vor 1234) bekam Lehen in Griechenland übertragen, darunter vor allem Athen, für das sein Sohn Guy I. de la Roche ab 1260 den Herzogstitel führte. Mit Guy II. de la Roche starb die Linie 1308 aus, das Herzogtum Athen ging an Personen aus anderen Familien über.

## Stammliste (Auszug)
1. Pons de la Roche, um 1100, Gründer des Zisterzienserklosters Bellevaux (1119)
  1. Pons de la Roche (?), erster Abt des Zisterzienserklosters Bellevaux
  2. Hugues de la Roche, † vor 1180 – Nachkommen : die Herren von La Roche und Roulans, † 14. Jahrhundert
  3. Othon de la Roche, † vor 1161
    1. Pons de la Roche, Seigneur de Ray-sur-Saône 1159
      1. Othon I. de la Roche, † vor 1234, 1205/25 Herr von Athen
        1. Guillaume de la Roche, 1218/62 bezeugt – Nachkommen : die Barone von Damala, † 14. Jahrhundert
        2. Guy I. de la Roche, † 1263, 1225 Herr und 1260 Herzog von Athen
          1. Jean de la Roche, † 1280, 1263 Herzog von Athen
          2. Guillaume de la Roche, † 1287, 1280 Herzog von Athen, Bailli von Morea, 1280 Mitherr von Theben ; ⚭ Helene Komnenodukaina, Tochter von Ioannes Dukas Komnenos, 1289/94 Regentin von Athen, (Angeloi), sie heiratete in zweiter Ehe Hugues de Brienne, Conte di Lecce, † vor 1296 (Haus Brienne)
            1. Guy II. de la Roche, † 1308, 1287/1306 Herzog von Athen ; ⚭ I Mathilde von Hennegau, † 1331, Tochter von Florenz von Hennegau (Haus Avesnes)

          3. Alice de la Roche, ⚭ Jean Ibelin, Herr von Beirut, † 1264 (Haus Ibelin)
          4. Marguerite, † nach 1293 ; ⚭ Heinrich I., Graf von Vaudémont, † 1278 (Haus Châtenois)
          5. Isabelle; ⚭ I Geoffroy de Briel, † nach 1261; ⚭ II Hugues de Brienne, Conte di Lecce, † vor 1296 (Haus Brienne)

        3. Othon II. de la Roche, 1239 Seigneur de Ray – Nachkommen : die Sires de Ray, † 1693

    2. Othon de la Roche – mögliche Nachkommen : die de Chambornay